# Wielkopolanie (zespół folklorystyczny)
Zespół Folklorystyczny „Wielkopolanie” znany również pod nazwą „Cepelia-Poznań” powstał w styczniu 1962 roku i działa w strukturach Wojewódzkiej Biblioteki Publicznej i Centrum Animacji Kultury w Poznaniu. Od 2000 roku Zespół współpracuje również z Uniwersytetem im. Adama Mickiewicza.
Został powołany do kultywowania tradycji muzyczno-wokalnych swego regionu – Wielkopolski (tańce i przyśpiewki szamotulskie, biskupińskie, z Dąbrówki Wielkopolskiej, Bambrów – mieszkańców dawnych wsi miasta Poznania). W ciągu wielu lat repertuar rozszerzył się i obecnie „Wielkopolanie” prezentują również tańce i przyśpiewki innych regionów kraju. Obok poloneza, mazura, krakowiaka, oberka i kujawiaka zespół przedstawia opracowania artystyczne przyśpiewek i tańców z dwunastu regionów Polski.

## Nagrody
Za działalność artystyczną Zespół otrzymał nagrodę Ministra Kultury i Sztuki, honorowy dyplom Ministra Spraw Zagranicznych za upowszechnianie kultury polskiej za granicą, medal Towarzystwa „Polonii”, honorową odznakę za zasługi dla województwa wielkopolskiego, nagrodę miasta i województwa poznańskiego oraz liczne nagrody i wyróżnienia w przeglądach i festiwalach krajowych i zagranicznych.
W 2005 roku Zespół Folklorystyczny „Wielkopolanie” otrzymał nagrodę im. Oskara Kolberga „Za Zasługi dla Kultury Ludowej”